# Barleria terminalis
Barleria terminalis är en akantusväxtart som beskrevs av Christian Gottfried Daniel Nees von Esenbeck. Barleria terminalis ingår i släktet Barleria och familjen akantusväxter. Inga underarter finns listade i Catalogue of Life.